# Selsawet Nawasjolki
Der Selsawet Nawasjolki (belarussisch Навасёлкаўскі сельсавет Nawasjolkauski selsawet, russisch Новосёлковский сельсовет) ist eine Verwaltungseinheit im Rajon Kobryn in der Breszkaja Woblasz in Belarus. Das Zentrum des Selsawets ist das Dorf Nawasjolki. 
Der Selsawet liegt im Südwesten des Rajons Kobryn und umfasst sechs Dörfer:
- Nawasjolki (Навасёлкі)
- Alchouka (Альхоўка)
- Belsk (Бельск)
- Werchalesse (Верхалессе) (52° 5′ N, 24° 18′ O)
- Sabawa (Забава)
- Chadynitschy (Хадынічы)